# 지호진
지호진(본명:이호진 )은 대한민국의 여성모델이다.
2005년 엘리트 모델룩 코리아 선발대회에 입상하였다.
싸이의 젠틀맨 뮤직비디오에 비키니녀로 출연한 적이 있다.